# Calliopaea oophaga
Calliopaea oophaga är en snäckart som först beskrevs av Henning Mourier Lemche 1974.  Calliopaea oophaga ingår i släktet Calliopaea, och familjen Stiligeridae. Arten är reproducerande i Sverige.